# Орден Короля Дмитара Звонимира
Орден Короля Дмитара Звонимира (хорв. Velered kralja Dmitra Zvonimira), полное название — «Большой Орден Короля Дмитара Звонимира с лентой и утренней Звездой» (хорв. Velered kralja Dmitra Zvonimira s lentom i Danicom)) — четвёртая по рангу государственная награда Республики Хорватии. Вручается государственным деятелям высокого ранга, высокопоставленным клирикам и видным деятеля культуры за вклад в независимость, целостность и развитие Республики Хорватии, способствование развитию отношений между хорватским государством и религиозными группами, выдающийся вклад в культурную и гуманитарную деятельность.
Орден имеет только одну степень. Назван в честь короля Дмитара Звонимира.

## Некоторые награждённые

### Иностранцы
- Алоиз Мок — бывший министр иностранных дел Австрии
- Эдмунд Штойбер — германский политик
- Маргарет Тэтчер — бывший премьер-министр Великобритании
- Уильям Джеймс Перри — политик США
- Отто фон Габсбург — глава дома Габсбургов

### Хорваты
- Владко Мачек — югославский и хорватский политик 1-й половины XX века (посмертно)
- Мирослав Крлежа — хорватский писатель (посмертно)
- Гойко Шушак — министр обороны в 1991—1998 годах (посмертно)
- Франьо Комарица — католический епископ Баня-Луки
- Владо Готовац — поэт и политик (посмертно)
- Савка Дапчевич-Кучар — политик
- Далибор Брозович — учёный-славист
- Ранко Маринкович — писатель
- Влатко Павлетич — политик, литературный критик и эссеист
- Иван Аралика — писатель